# Parallelia absentimacula
Parallelia absentimacula är en fjärilsart som beskrevs av Achille Guenée 1852. Parallelia absentimacula ingår i släktet Parallelia och familjen nattflyn. Inga underarter finns listade i Catalogue of Life.